# Bruinnekpapegaai
De bruinnekpapegaai (Poicephalus fuscicollis) is een vogel uit de familie Psittacidae (papegaaien van Afrika en de Nieuwe Wereld). De soort werd eerder opgevat als een ondersoort van Poicephalus robustus, nu afgesplitst als Kaapse papegaai.

## Kenmerken
De vogel is 30 tot 36 cm lang. De kop, nek en keel zijn geelachtig bruin en de vleugels donkergroen tot zwart. De buitenste rand van de vleugelveren is oranjerood. De staartveren zijn zwart. De vogel heeft een grote snavel. De ondersoort P. f. suahelicus
is groter met een zwaardere, meer puntige snavel en een zilverkleurig grijze kop en nek. P. f. fuscicollis is kleiner en heeft een blauwachtige glans in het verenkleed.

## Verspreiding en leefgebied
Deze soort komt voor van westelijk Afrika, zuidelijk tot Angola, oostelijk tot Tanzania en noordoostelijk Zuid-Afrika en telt twee ondersoorten:
- P. f. fuscicollis: van Senegal en Gambia tot het oostelijke deel van Centraal-Nigeria en noordelijk Angola.
- P. f. suahelicus: van Midden-Tanzania en Rwanda tot noordoostelijk Zuid-Afrika en het zuidelijke deel van Centraal-Angola.

Het is een vogel van verschillende typen bos. De ondersoort P. f. fuscicollis heeft een voorkeur voor bossavanne.

## Status
De bruinnekpapegaai heeft een groot verspreidingsgebied en daardoor is de kans op de status  kwetsbaar (voor uitsterven) gering. De grootte van de wereldpopulatie is niet gekwantificeerd. Men veronderstelt dat de soort in aantal afneemt, maar niet in verontrustend hoog tempo. Om deze reden staat de soort als niet bedreigd op de Rode Lijst van de IUCN.